# Tashkent Open 2003
Il Tashkent Open 2003 è stato un torneo di tennis giocato sul cemento. È stata la 5ª edizione del Tashkent Open, che fa parte della categoria Tier IV nell'ambito del WTA Tour 2003. Si è giocato al Tashkent Tennis Center di Tashkent in Uzbekistan, dal 6 ottobre al 12 ottobre 2003.

## Campionesse

### Singolare
Virginia Ruano Pascual ha battuto in finale  Saori Obata con il punteggio di 6–2, 7–6(2)

### Doppio
Julija Bejhel'zymer /  Tat'jana Puček hanno battuto in finale  Li Ting /  Sun Tiantian con il punteggio di 6–3, 7–6(0)